# Perle von Alzey
Die Weißweinsorte Perle von Alzey wurde 1927 durch Georg Scheu in Alzey aus Gewürztraminer x Müller-Thurgau gekreuzt. Im Jahr 1950 befasste sich Hans Breider mit der züchterischen Nachbearbeitung durch Selektion. Seitdem heißt die Neuzüchtung eigentlich nur noch Perle. 1968 wurde der Sortenschutz erteilt und 1961 erfolgte die Eintragung in die Sortenliste. Die Angaben des Züchters zu den Kreuzungseltern konnten in der Zwischenzeit durch DNA-Analyse bestätigt werden.
Obwohl die Haut der Beeren rötlich bis rot gefärbt ist, wird sie im deutschsprachigen Raum den weißen Sorten zugeordnet.
Die Sorte ist sehr frostunempfindlich und auch für Problemlagen geeignet, der Wein ist relativ säurearm (→ Säure (Wein)).
Siehe auch den Artikel Weinbau in Deutschland sowie die Liste von Rebsorten.
Synonyme: Perle, Zuchtstammnummer Az 3951, Zuchtstammnummer Wü S 3951
Abstammung: Gewürztraminer × Müller-Thurgau

## Ampelographische Sortenmerkmale
In der Ampelographie wird der Habitus folgendermaßen beschrieben:
- Die Triebspitze ist offen. Sie ist stark weißwollig behaart. Die Jungblätter sind nur spinnwebig  behaart.
- Die kleinen Blätter sind drei- bis fünflappig und deutlich gebuchtet. Die Stielbucht ist U - förmig offen bis geschlossen, selten jedoch überlappend. Das Blatt ist stumpf gezahnt. Die Zähne sind im Vergleich zu anderen Rebsorten mittelweit gesetzt. Die Blattoberfläche (auch Spreite genannt) ist blasig derb.
- Die walzenförmige Traube ist klein bis mittelgroß, meist geschultert und dichtbeerig. Die rundlichen bis leicht länglichen Beeren sind mittelgroß und rosafarben bis rötlich.

Die Rebsorte reift fast 10 – 15 Tage nach dem Gutedel und gilt somit im internationalen Vergleich noch als früh reifend. Durch den späten Austrieb verfügt sie über eine geringe Spätfrostempfindlichkeit. Perle ist eine Varietät der Edlen Weinrebe (Vitis vinifera). Sie besitzt zwittrige Blüten und ist somit selbstfruchtend. Beim Weinbau wird der ökonomische Nachteil vermieden, keinen Ertrag liefernde, männliche Pflanzen anbauen zu müssen.
Die Sorte ist anfällig gegen den Echten Mehltau und die Grauschimmelfäule, jedoch kaum gegen den Falschen Mehltau. Sie neigt darüber hinaus zur Stiellähme.
Die Rebflächen in Deutschland verteilen sich wie folgt auf die einzelnen Anbaugebiete:
| Weinbaugebiet           | Rebfläche (Hektar) |
| ----------------------- | ------------------ |
| Ahr                     | 0                  |
| Baden                   | 1                  |
| Franken                 | 7                  |
| Hessische Bergstraße    | 0                  |
| Mittelrhein             | 0                  |
| Mosel                   | 0                  |
| Nahe                    | 0                  |
| Pfalz                   | 1                  |
| Rheingau                | 0                  |
| Rheinhessen             | 3                  |
| Saale-Unstrut           | 0                  |
| Sachsen                 | 0                  |
| Württemberg             | 0                  |
| Gesamt Deutschland 2019 | 12                 |

Quelle: Statistisches Bundesamt (2021): Land- und Forstwirtschaft, Fischerei. Landwirtschaftliche Bodennutzung – Rebflächen. Fachserie 3 Reihe 3.1.5.